# 남기훈
남기훈(1977년 10월 3일 ~ )은 대한민국의 드라마 PD이다. 현재 JTBC 소속이다.

### 드라마
- 2015년 MBC 드라마넷 금토드라마 《나의 유감스러운 남자친구》 ... 연출
- 2016년 tvN 월화 미니시리즈 《피리부는 사나이》 ... 프로듀서
- 2016년 네이버 TV 목, 일요 웹드라마 《매칭! 소년 양궁부》 ... 연출
- 2017년 일본 드라마 《헤어진 다음날》 ... 연출
- 2017년 OCN 주말 미니시리즈 《터널》 ... 공동연출
- 2018년 OCN 월화 미니시리즈 《그남자 오수》 ... 연출
- 2018년 JTBC 월화 미니시리즈 《뷰티 인사이드》 ... 공동연출
- 2019년 OCN 주말 미니시리즈 《보이스 3》 ... 연출
- 2019년 TV조선 일요 미니시리즈 《레버리지: 사기조작단》 ... 연출
- 2020년 tvN 수목 미니시리즈 《오 마이 베이비》 ... 연출
- 2022년 디즈니+ 웹 드라마 《키스 식스 센스》 ... 연출
- 2025년 TV조선 일요 미니시리즈 《컨피던스맨 KR》 ... 연출